# Vlastimil Artur Polák
Vlastimil Artur Polák zvaný též Avalos (3. dubna 1914, Úsov - 9. března 1990, Olomouc) byl česko-židovský básník a spisovatel. Bývá označován za posledního německy píšícího židovského spisovatele v Česku.
Jeho rodina měla sefardské kořeny, předkové z otcovy strany přišli na Moravu ze Španělska, matčini předkové z Nizozemska. Od roku 1928 žil v Olomouci, kde odmaturoval na obchodní akademii. Od 20. let psal verše, ale nepublikoval. Ve 30. letech vydával spolu s dalšími antifašisticky orientovanými mladými lidmi z Úsova satirický časopis Distel (Bodlák), kde zesměšňoval zejména fašisticky orientované Němce ze severu Moravy. Po německé okupaci českých zemí byl zatčen a poslán na nucené práce. Potom byl internován ve sběrném táboře na pražském Hagiboru a nakonec uvězněn v koncentračním táboře Terezín. Na rozdíl od všech čtyřech svých sourozenců věznění přežil. Po válce měl sympatie ke komunismu, ale vystřízlivěl z nich. Jako německojazyčný autor se ocitl v určité izolaci, neboť německá kultura v Česku prakticky zmizela. Živil se jako úředník, dělník a průvodčí. Roku 1973 odešel do důchodu. Psát ale nepřestal nikdy a roku 1975 se mu podařilo vydat jednu básnickou sbírku v zahraničí, ve Vídni (Die große Einsamkeit). Vydal ji pod pseudonymem Roman zur March. Další sbírka, Stadt der schwarzen Tore, vyšla až posmrtně, roku 2013 ve Wuppertalu. Ke konci života Polák sbíral staré židovské pověsti ze svého kraje, na popud germanisty Ludvíka Václavka. Mnoho jich zapsal také podle paměti, dle předválečného vyprávění otce a své tety Fanni Hussové. Soubor těchto pověstí nazvaný Bílá paní z ghetta se roku 1996 stal první Polákovou knihou, jež vyšla v jeho rodné zemi. Z němčiny texty přeložila Polákova manželka Olga. Druhá Polákova kniha v Česku vyšla roku 2003, šlo o dvojjazyčný výbor z jeho poezie nazvaný Der erloschene Leuchter - Uhaslý svícen.